# گوتاری
گوتاری (به فرانسوی: Guéthary) یک کمون (فرانسه) در فرانسه است که در پیرنه-آتلانتیک واقع شده‌است. گوتاری ۱ کیلومتر مربع مساحت دارد ۴۰ متر بالاتر از سطح دریا واقع شده‌است.